# Велосипедний спорт

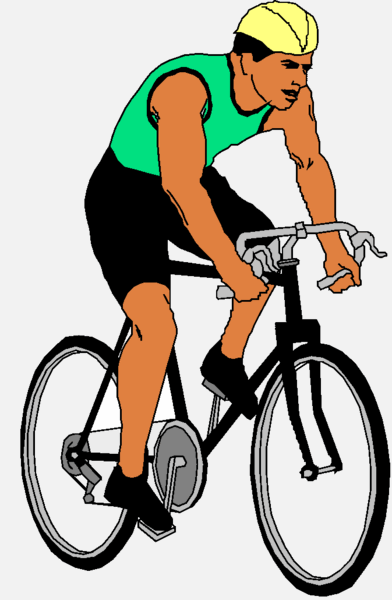

Велосипедний спорт — (в широкому сенсі слова) — це переміщення по землі з використанням транспортних засобів (велосипедів), які урухомлює м'язова сила людини. Велоспорт — одна з популярних форм рухової активності, зміцнює легені, серце і звичайно, м'язи ніг.
Велосипедний спорт є олімпійським видом спорту.
До велоспорту входять такі дисципліни як гонки на треку, шосе, пересіченою місцевістю, маунтінбайк, змагання з фігурної їзди та гри в м'яч на велосипедах — велополо та велобол тощо. Велоспорт також є частиною такого виду спорту як тріатлон. Основна мета гоночних дисциплін — найшвидше подолання дистанції.
Як вид спорту, велосипедний спорт керується Міжнародним союзом велосипедистів, що має штаб-квартиру в Швейцарії.

## Дисципліни велоспорту

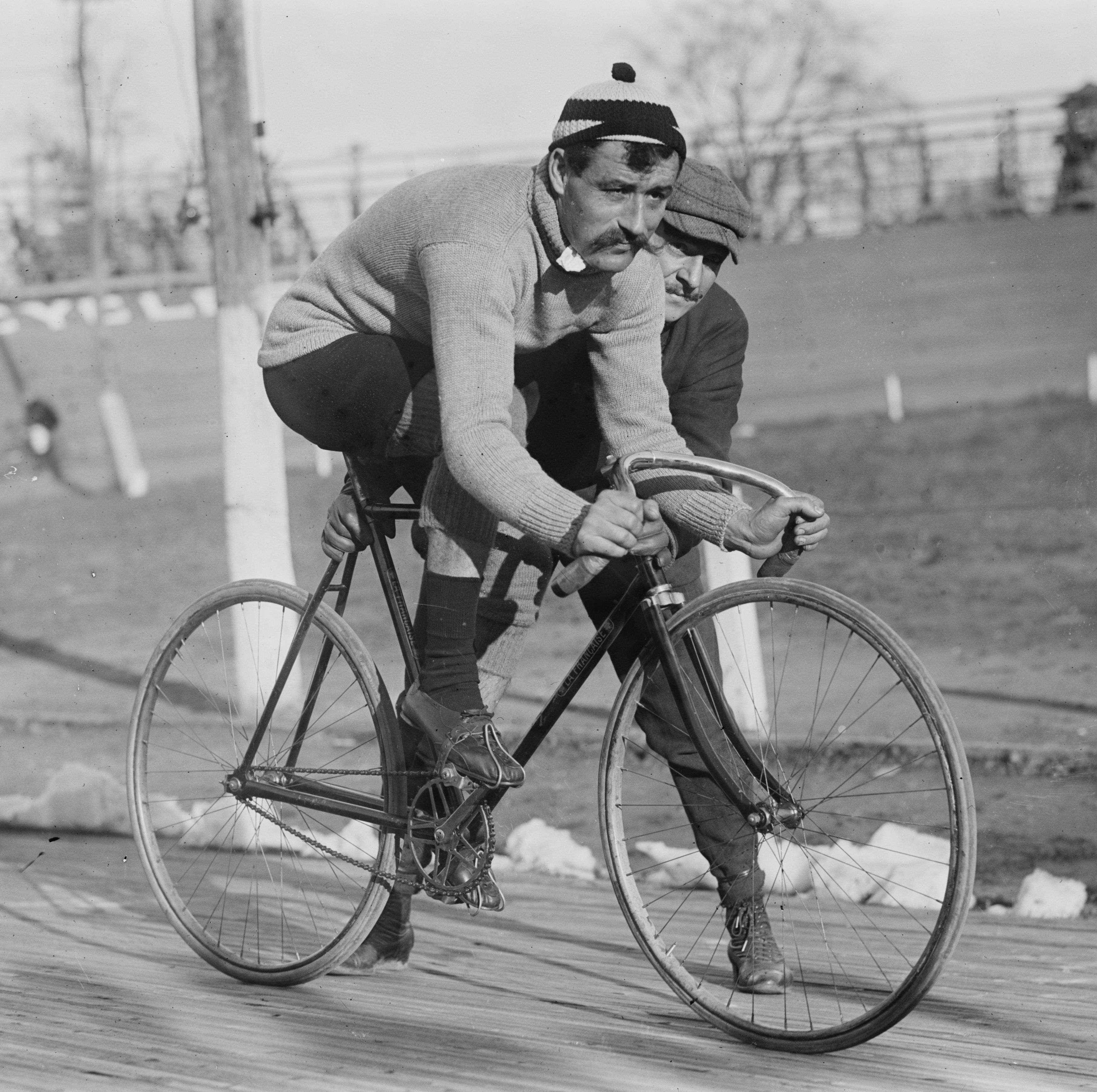
Французький велосипедний гонщик Леон Жоржі (1909 рік)

### Шосейний велоспорт

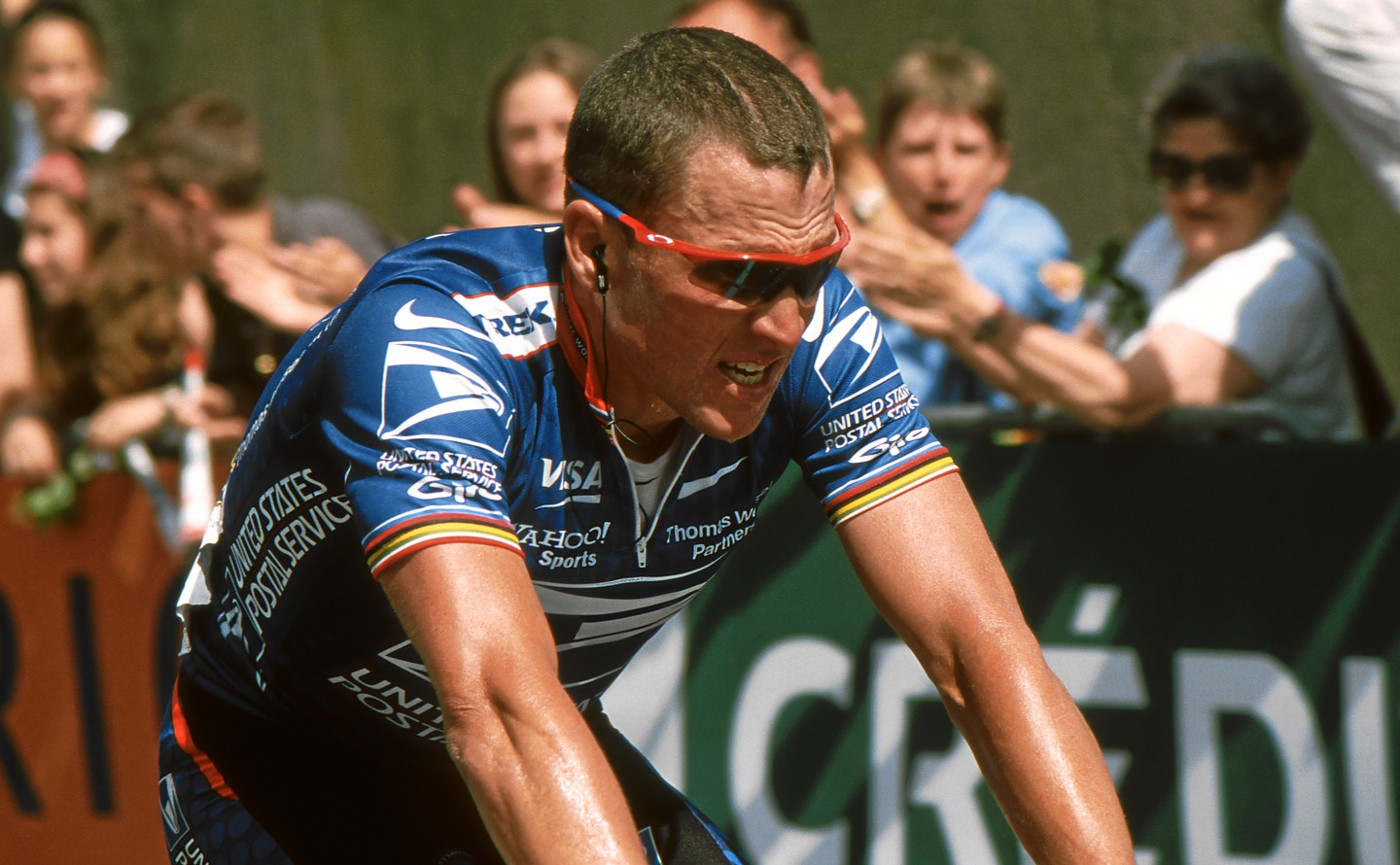
Ленс Армстронг — професійний велогонщик, переможець Тур де Франс

Олімпійські види:
- групова гонка
- індивідуальна гонка

Неолімпійські види:
- командна гонка
- багатоденна гонка
- гонка вгору
- крітеріум

### Велокрос
- групова гонка
- індивідуальна гонка

### Велотрекові гонки
- спринт — гонка на треку на два або три круга, в якій беруть участь два-чотири гонщики. Переможцем у кожному конкретному заїзді є той, хто перший перетне фінішну лінію.
- командний спринт
- індивідуальна гонка переслідування
- командна гонка переслідування
- гонка за очками
- гіт (індивідуальний заїзд на 1 км, 500 м або 200 м)
- медісон (парна гонка)
- кейрін
- скретч (групова гонка)
- омніум (багатоборство)

### Маунтінбайк
- крос-кантрі (гірський велосипед)
  - Олімпійський крос-кантрі
  - Марафонський крос-кантрі
  - Крос-кантрі по дистанції від одного пункту до іншого
  - Крос-кантрі короткою кільцевою трасою
  - Крос-кантрі гонка на час
  - Крос-кантрі командна естафета
  - Крос-кантрі багатоденна гонка
- Швидкісний спуск (гірський велосипед)
- Байкер-крос
- Вільна їзда на велосипеді

### Велосипедний мотокрос
- BMX-рейс
- Дерт
- BMX-верт
- Флетленд